# Lucy (片平里菜の曲)
「lucy」（ルーシー）は、片平里菜の配信限定シングル。2017年6月21日にポニーキャニオンからリリース。

## 概要
レディースファッション通販サイト「RyuRyu」のTVCM用に制作された楽曲で、片平は「これから夏支度を始める女の子たちのドキドキする気持ちをイメージして書きました」と語っている。当楽曲が使用されたCMは2017年6月17日より放送が開始されており、女優・モデルの松井愛莉が出演している。
本作品の配信に合わせ、ファンに思い思いの心が躍る写真を「#ドキドキわくわく」というハッシュタグを添えてInstagramに投稿してもらい、それらの写真を利用して、当楽曲のMVを制作するという企画が行われた。この企画は6月21日から7月7日まで実施され、完成したMVは8月25日にLINE LIVEの番組内で初公開されている。

## 収録曲
1. lucy
  - 作詞・作曲：片平里菜 / 編曲：石崎光

ファッション通販サイト「RyuRyu」CMソング